# Canovelles
Canovelles è un comune spagnolo di 14 001 abitanti (2004) situato nella comunità autonoma della Catalogna.